# Обертюр, Рене
Рене Обертюр (1852—1944) — французский энтомолог, специалист преимущественно по жесткокрылым.

## Биография
Сын Франсуа Шарля Обертюра (1818—1893), основателя известной реннской типографии. Младший брат энтомолога Шарля Обертюра. Вместе с братом работал в типографии своего отца.
На протяжении всей жизни любительским образом коллекционировал насекомых. Рене и Шарль поставляли миссионерам бесплатные Библии, катехизисы и другую религиозную литературу в обмен на образцы насекомых. Кроме того, всю жизнь они покупали их в больших масштабах, приобретая почти все крупные известные коллекции, в частности, у Генри Уолтера Бейтса и Пьера Дежана. Так, Шарль к 1916 году довёл коллекцию до состояния второй по величине частной коллекции в мире.
Коллекция жесткокрылых Рене Обертюра классифицируется как исторический памятник Франции. Его коллекции хранятся в Национальном музее естественной истории в Париже (5 миллионов экземпляров в 20 000 коробках), музее Кениг в Бонне, Германия и Городском музее естественной истории Генуи.
Член Энтомологического общества Франции с 1871 года.
Рене Обертюр в 1910 году впервые описал редкую бабочку Plebejus argus plouharnelensis, используя два экземпляра, пойманных 4 и 6 июня 1909 года на дюнах около Плухарнеля.

## Избранные публикации
- Coleopterorum novitates: recueil spécialement consacré à l'étude des coléoptères, 1883
- Faune analytique illustrée des Lucanides de Java, 1913, avec Constant Houlbert, Bulletin du Muséum national d’histoire naturelle
- Carabiques nouveaux recueillis à Serdang (Sumatra Oriental), avec M. B. Hagen, 1890
- Répertoire de couleurs pour aider à la détermination des couleurs des fleurs, des feuillages et des fruits, 1905